# 陳聖源
陳聖源 MP （1980年9月18日—），加拿大政治人物，2015年起以加拿大自由黨黨員身份擔任加拿大國會下議院議員，代表安大略省多倫多的士嘉堡北選區。在此之前他曾活躍於多倫多市級政壇，2006年-15年間出任多倫多公校教育局第21號選區（士嘉堡—紅河區）教育委員，期間於2014-15年出任該局主席。

## 生平
陳聖源生於安大略省多倫多，為家中獨子，父母皆為生於印度的客家人，曾於加爾各答營商，1970年代移居加拿大。陳聖源於士嘉堡長大，高中時期就讀於當地的約翰·麥當奴書院（Sir John A. Macdonald Collegiate Institute），期間曾任士嘉堡青年委員會主席。他畢業後到多倫多大學修讀，先後從該校取得計算機科學學士和社會教育學碩士學位，期間曾出任該校校務委員會的學生委員。
他於2006年首次參選公職，當選多倫多公校教育局第21號選區（士嘉堡—紅河區）教育委員，並於2010年和2014年市選連任。他於2011年出任該局副主席，並於2014年當選該局主席，成為首位出任該職的華人。他出任教育委員期間成功爭取教育局為以英語為第二語言教學活動增撥1150萬元經費，以惠及移民學童。
陳聖源於2014年8月宣布爭取聯邦自由黨提名，在2015年聯邦大選代表該黨競逐新成立的士嘉堡北選區國會下議院議席。他於2015年1月舉行的提名選舉中擊敗另外三人，贏取該選區的自由黨候選人資格，同年8月辭任多倫多教育局主席並暫停教育委員職務。他於2015年10月舉行的聯邦大選中當選士嘉堡北選區下議院議員，首度晉身國會。他再於2019年、2021年和2025年聯邦大選連任該區下議員。

## 外部連結
- （英文）加拿大國會網站 陳聖源議員簡介